# نه بهشت
نه بهشت نام آلبوم دوم گروه موسیقی نیاز است. این آلبوم به صورت دو دیسکی منتشر شده‌است که اولی شامل نسخه الکترونیک آهنگ‌ها و دومی شامل نسخهٔ آکوستیک آن‌ها به استثنای آهنگ «ایمان» است.

## ترانه‌ها

### دیسک ۱
1. Beni Beni
2. Tamana
3. Feraghi - Song Of Exile
4. Ishq - Love And The Veil
5. Allah Mazare
6. Iman
7. Molk-E-Divan
8. Hejran
9. Sadrang

### دیسک ۲
1. Allah Mazare (acoustic)
2. Beni Beni (acoustic)
3. Sadrang (acoustic)
4. Tamana (acoustic)
5. Feraghi - Song Of Exile (acoustic)
6. Hejran (acoustic)
7. Ishq - Love And The Veil (acoustic)
8. Molk-E-Divan (acoustic)